# Plain Dealing
Plain Dealing ist eine Kleinstadt (mit dem Status „Town“) im Bossier Parish im US-amerikanischen Bundesstaat Louisiana. Das U.S. Census Bureau hat bei der Volkszählung 2020 eine Einwohnerzahl von 893 ermittelt.
Plain Dealing ist Bestandteil der Metropolregion Shreveport-Bossier City am Red River.

## Geografie
Plain Dealing liegt im Nordwesten Louisianas, rund 10 km östlich des Red River und unweit der Grenzen zu Arkansas im Norden und Texas im Westen. Die geografischen Koordinaten von Plain Dealing sind 32°54′18″ nördlicher Breite und 93°41′49″ westlicher Länge. Das Stadtgebiet erstreckt sich über eine Fläche von 4,1 km².
Benachbarte Orte von Plain Dealing sind Bradley in Arkansas (23,5 km nordnordöstlich), Springhill (27,8 km nordöstlich), Sarepta (23,8 km östlich), Benton (25,1 km südsüdwestlich), Gilliam (21,8 km südwestlich), Hosston (18,3 km westlich) und Ida (30,9 km nordwestlich).
Das Stadtzentrum von Shreveport liegt 50,8 km südlich. Die nächstgelegenen weiteren Großstädte sind Dallas in Texas (340 km westlich), Arkansas’ Hauptstadt Little Rock (272 km nordöstlich) und Mississippis Hauptstadt Jackson (366 km ostsüdöstlich).

## Verkehr
Der Louisiana Highway 3 verläuft in Nord-Süd-Richtung durch den Westen von Plain Dealing. Der Louisiana Highway 157 führt als Hauptstraße durch das Zentrum der Stadt. Alle weiteren Straßen sind untergeordnete Landstraßen, teils unbefestigte Fahrwege sowie innerörtliche Verbindungsstraßen.
Durch Plain Dealing verläuft parallel zum LA 3 eine Eisenbahnstrecke der BNSF Railway, die von Shreveport nach Little Rock führt.
Die nächsten Flughäfen sind der Shreveport Regional Airport (59,7 km südsüdwestlich) und der größere Dallas/Fort Worth International Airport (374 km westlich).

## Bevölkerung
Nach der Volkszählung im Jahr 2010 lebten in Plain Dealing 1015 Menschen in 409 Haushalten. Die Bevölkerungsdichte betrug 247,6 Einwohner pro Quadratkilometer. In den 409 Haushalten lebten statistisch je 2,3 Personen.
Ethnisch betrachtet setzte sich die Bevölkerung zusammen aus 52,2 Prozent Weißen, 45,2 Prozent Afroamerikanern, 0,2 Prozent (zwei Personen) amerikanischen Ureinwohnern sowie 0,8 Prozent aus anderen ethnischen Gruppen; 1,6 Prozent stammten von zwei oder mehr Ethnien ab. Unabhängig von der ethnischen Zugehörigkeit waren 0,8 Prozent der Bevölkerung spanischer oder lateinamerikanischer Abstammung.
22,0 Prozent der Bevölkerung waren unter 18 Jahre alt, 55,7 Prozent waren zwischen 18 und 64 und 22,3 Prozent waren 65 Jahre oder älter. 54,9 Prozent der Bevölkerung war weiblich.

Das mittlere jährliche Einkommen eines Haushalts lag bei 18.867 USD. Das Pro-Kopf-Einkommen betrug 14.303 USD. 44,0 Prozent der Einwohner lebten unterhalb der Armutsgrenze.

## Bekannte Bewohner
- Joe Waggonner (1918–2007) – von 1961 bis 1979 demokratischer Abgeordneter des US-Repräsentantenhauses[4] – geboren, aufgewachsen und beigesetzt in Plain Dealing[5]